# Xinjiangovenator
Xinjiangovenator — рід целрозаврів, можливо, частини групи Maniraptora, які жили під час раннього крейдяного періоду, десь між валанжинським та альбським етапами. Залишки Xinjiangovenator були знайдені у формації Lianmuqin у Wuerho, Xinjiang, Китай, і були вперше описані Dong Zhiming у 1973 році. Рід базується на одному екземплярі, шарнірній частині правої гомілки, що містить гомілкову кістку, три частини малогомілкової кістки, п'яткова кістка і надп'яткова кістка. Цей зразок, IVPP V4024-2, є голотипом роду.
Довжина гомілки (велика гомілка плюс щиколотка) становить 312 міліметрів. У 2010 році Грегорі С. Пол підрахував, що особини Xinjiangovenator мали довжину 3 метри та масу 70 кг. Rauhut & Xu (2005) встановили дві аутапоморфії (унікальні похідні ознаки), які можна використовувати для характеристики Xinjiangovenator. По-перше, латеральний виросток (зовнішній гомілковостопний суглоб) на нижньому кінці великогомілкової кістки простягається далі назад, ніж зовнішній край частини гомілкової кістки біля коліна. По-друге, проксимальна частина малогомілкової кістки (біля коліна) має поздовжню борозенку по передньому краю.